# Paulo Teixeira
Paulo Teixeira (* 14. September 1962 in Lourenço Marques, heute Maputo, Mosambik) gilt als einer der bedeutendsten portugiesischsprachigen Dichter seiner Generation.

## Leben
Teixeira studierte an der Neuen Universität Lissabon Geografie und Regionalplanung. 
Seit 1985 erschienen zwölf Gedichtbände, die in über 10 Sprachen übersetzt wurden. Für den Band »Inventário e Despedida« (1991; Ü: Inventar und Abschied), erhielt er den Lyrik-Preis des portugiesischen PEN-Clubs, den »Großen Inapa-Preis« und den »Prémio Eça de Queiroz« der Stadt Lissabon. Auf Deutsch erschienen einzelne Gedichte in Anthologien sowie zuletzt in der von Norbert Miller und Joachim Sartorius herausgegebenen Zeitschrift Sprache im technischen Zeitalter (2007). 
Seit 1997 gibt Teixeira die Literaturzeitschrift »Relâmpago« (»Blitz«) heraus und ist Vorstandsmitglied der Stiftung »Luis Miguel Nava«, die jährlich einen Literaturpreis vergibt. Im Rahmen des Projekts »literaturexpress 2000« der Literaturwerkstatt Berlin, bei dem hundert Schriftsteller aus allen europäischen Ländern mit der Bahn quer durch Europa von Lissabon nach Moskau und zurück nach Berlin fuhren, vertrat Teixeira Portugal. 2005 war er Stipendiat des Berliner Künstlerprogramms des DAAD. Lesereisen führen Teixeira immer wieder durch ganz Europa.

## Werk (Auswahl)
- Inventário e Despedida (Inventar und Abschied), 1991, Lyrik.
- Arte da Memoria, (Kunst der Erinnerung), 1992, Lyrik.
- O rapto da Europa (Die Entführung der Europa), 1993, Lyrik.
- Tumulo de herois antiga (Grabmal alter Helden), 1999, Lyrik.
- Orle-Poesia, (Kreis-Dichtung), 2005, Lyrik.
- Autobiografia Cautelar - Einstweilige Autobiografie, Lyrik, Übersetzt von Niki Graça, Elfenbein Verlag, Berlin 2008, ISBN 978-3-932245-95-4.